# Grýtubakki
Die Landgemeinde Grýtubakki (isländisch Grýtubakkahreppur) liegt im Norden Islands in der Region Norðurland eystra.
Am 1. Januar 2023 hatte sie 379 Einwohner. Hauptort der Gemeinde ist Grenivík mit 299 Einwohnern.

## Geografie

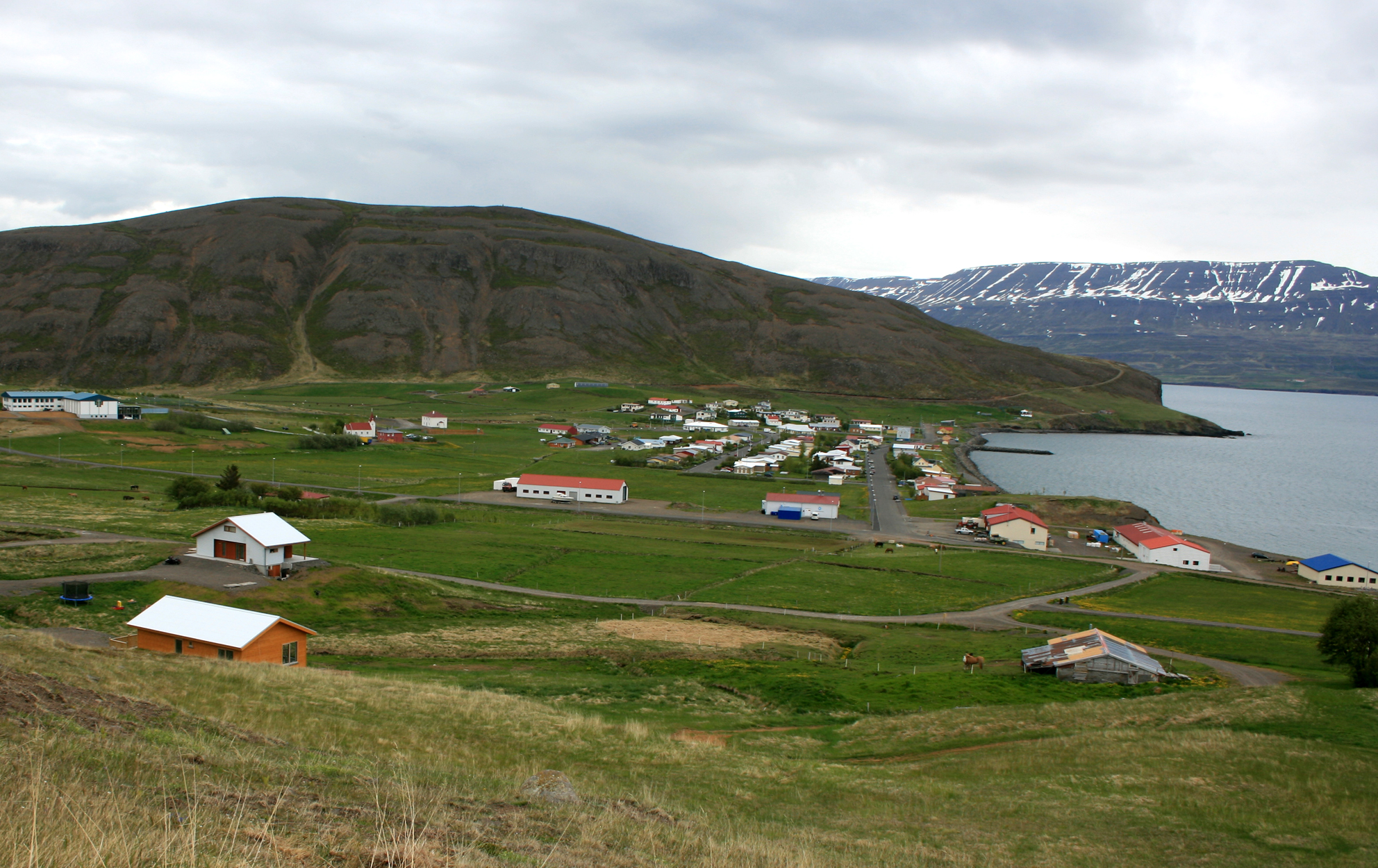
Grenivík, Hauptort der Gemeinde (2010)

Die Gemeinde liegt am Ostufer des Eyjafjörður, östlich der Insel Hrísey sowie nördlich von Akureyri auf der Halbinsel Flateyjarskagi.
Südlich liegt die Gemeinde Svalbarðsströnd, östlich Þingeyjarsveit.

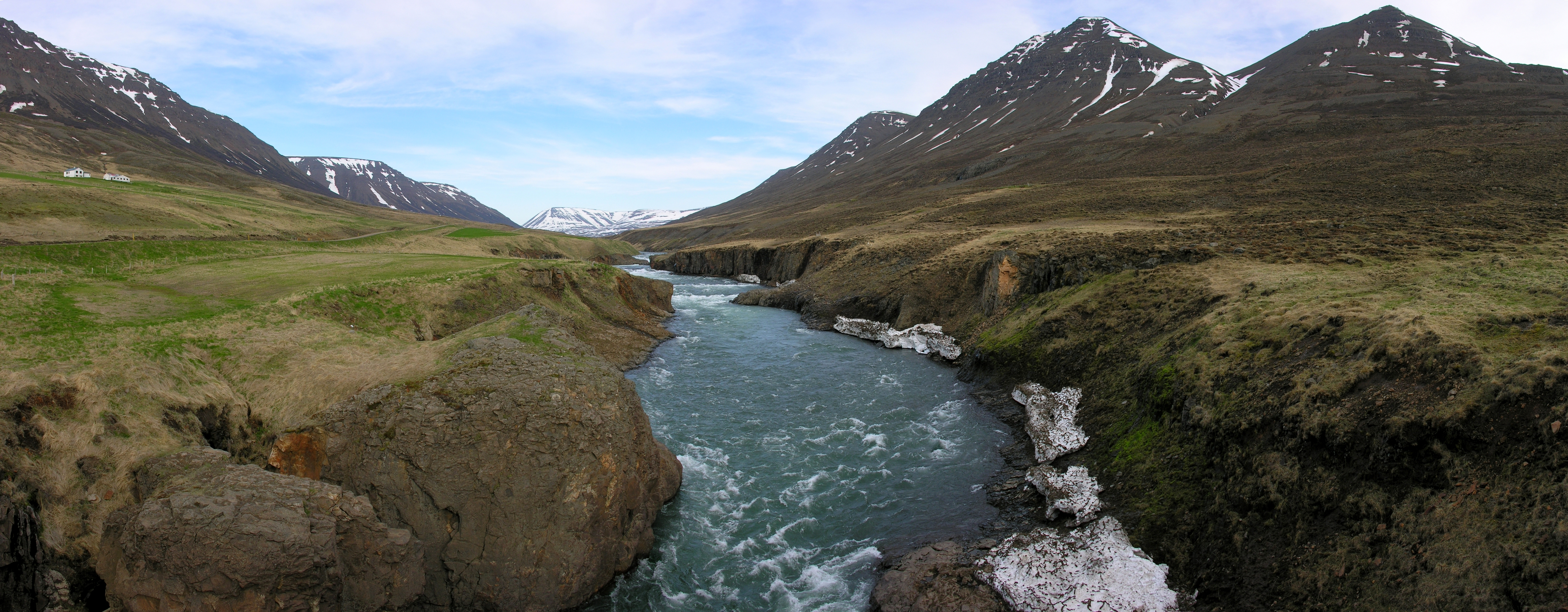
Die Fnjóská überwindet das Durchbruchstal Dalsmynni

Die Fnjóská überwindet das Durchbruchstal Dalsmynni und mündet im Höfðahverfi in den Eyjafjörður.
Nördlich des Ortes Grenivík liegt der Berg Kaldbakur.
Im Nordosten des Gemeindegebiets mündet die Gilsá in den Hvalvatnsfjörður, der östlich des Þorgeirsfjörður liegt.

## Geschichte
Einer Eingemeindung in die nahegelegene Stadt Akureyri wurde in einem Referendum am 8. Oktober 2005 eine Absage erteilt.

## Einwohnerentwicklung
| Jahr * | Einwohner |
| ------ | --------- |
| 1997   | 375       |
| 2001   | 394       |
| 2002   | 392       |
| 2003   | 396       |
| 2004   | 393       |
| 2005   | 366       |
| 2006   | 368       |

* jeweils zum 1. Dezember 

## Kultur und Sehenswertes
Die evangelische Kirche Grenivíkurkirkja wurde 1886 aus Holz gebaut, als die Gemeinden Höfði und Grýtubakki zusammengelegt wurden, und am Neujahrstage 1887 eingeweiht. Das Kirchenschiff ist 10,15 m lang und 6,43 m breit, und der Turm wurde 1912 mit einer pyramidenförmigen Spitze und einem Kreuz angefügt. 1994 wurde die Kirche durch einen 2,53 m langen und 4,59 m breiten Chor verlängert.
Etwa 8 km südlich von Grenivík befindet sich der aus Torf gebaute Bauernhof Laufás mit einer 1865 erbauten Kirche. Sie hat eine Länge von 10,19 m und eine Breite von 6,15 m, und seit 1990 steht sie unter Denkmalschutz.
Unweit südwestlich von Grenivík dehnt sich das 300 ha große Waldgebiet Vaglaskógur aus, das ab 1905 wieder aufgeforstet wurde und größtenteils aus Birken besteht.

## Infrastruktur
Grenivík hat einen 1964 angelegten Hafen, einen Campingplatz, ein Gästehaus, zwei Restaurants, ein Geschäft, eine Schule, eine Bibliothek, eine Sparkasse, ein Gesundheitszentrum, ein Altenheim, eine Sporthalle und ein Schwimmbad.

## Verkehr
Der Grenivíkurvegur  verbindet Grenivík mit der Ringstraße  bei dem Tunnel Vaðlaheiðargöng.
Der Fnjóskadalsvegur eystri  führt bis zur Ringstraße östlich des mautpflichtigen Tunnels.